# Tortelli
Tortelli [torˈtɛlli] é um tipo de massa recheada tradicionalmente feita nas regiões da Lombardia, Emília-Romanha e Toscana na Itália. Pode ser encontrado em várias formas, incluindo quadrado (semelhante ao ravioli), semicircular (semelhante ao agnolini) ou torcido em forma arredondada, semelhante a um chapéu (semelhante ao capeletti). Pode ser servido com manteiga derretida, molho à bolonhesa, caldo ou outros molhos. A mesma palavra também é usada para descrever pequenos pastéis fritos recheados com geléia ou creme.

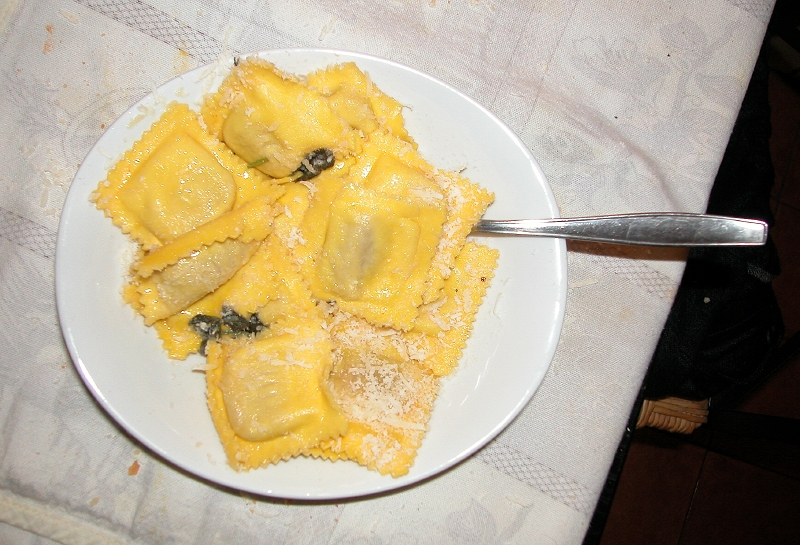
Tortelli di zucca al burro e salvia (tortelli de abóbora com manteiga e sálvia)

Tortelli de ricota, servido com manteiga e ervas, é um prato popular na Romnha. Outros pratos típicos incluem tortelli com abóbora (comum em Mântua, Régio da Emília, Placência e Cremona) e tortelli di parma (de Parma), com ricota e ervas, espinafre, batata ou abóbora.
Muitas formas populares de tortelli podem ser encontradas na Toscana. O Tortello del Melo é típico de Pistoia. Torricelli de batata é popular em Arezzo, Florença e Prato. Maremma é conhecida por uma forma extraordinariamente grande de tortelli com ricota e espinafre.
Torricelli, uma forma semicircular de tortelli com recheio de carne e ervas (como tomilho), é da região dos Alpes Apuanos ("Torricelli" no dialeto local), particularmente Luca, Versilia e Garfagnana. Originalmente, era uma refeição especial para a terça-feira gorda, mas agora é preparada o ano todo.